# Садовый (Грязинский район)
Садо́вый — упразднённый посёлок Фащёвского сельсовета Грязинского района Липецкой области. Исключен из учётных данных в 2024 году

## География
Сегодня Садовый располагается на правом берегу реки Двуречки; в этом районе на ней образован пруд с плотиной в Фащёвке.
Северо-восточнее Садового находится молочно-товарная ферма.
Посёлок на юге граничит с деревней Дурасовкой.

## История
В 1920 году здесь, рядом с Фащёвкой, была организована сельскохозяйственная артель «Садовая». Именно её название было перенесено на образовавшийся посёлок.

## Население
| 2009 | 2010 | 2013 |
| ---- | ---- | ---- |
| 4    | ↘0   | ↗4   |